# Абортус у Русији
Абортус у Русији је легалан као изборна процедура до 12. недеље трудноће, а у посебним околностима у каснијим фазама.
Након што су бољшевици заузели Русију, 1920. године Руска Совјетска Република под Лењином је постала прва земља на свету у модерној ери која је дозволила абортус у свим околностима, али током 20. века, легалност абортуса се променила више него једном, са забраном безусловних абортуса која је поново донета од 1936. до 1955. године, која је од тада поново легализована. Због тога је земља добила назив "култура абортуса". Руски абортуси су достигли врхунац средином шездесетих година 20. века, са укупно 5.463.300 абортуса обављено 1965. године. У целом Совјетском Савезу, од његове легализације, до распада Совјетског Савеза 1991. године, догодило се преко 260 милиона абортуса (углавном у Русији).
Русија је 2009. пријавила 1,2 милиона абортуса, од 143 милиона становника. Русија је 2020. смањила број абортуса на 450 хиљада.

## Абортус у Руском царству
Абортус је био илегалан у Руској империји. Ова пракса се не помиње директно у Домостроју, иако је васпитање деце уобичајена тема. За време владавине цара Алексија Романова казна за абортус била је смрт, коју је касније уклонио Петар Велики. Абортус је и даље био озбиљан злочин све до 1917. године. Према члановима 1462 и 1463 руског кривичног закона, појединци „криви за злочин могли су бити лишени грађанских права и прогнани или осуђени на принудни рад“. Упркос својој незаконитости, постојали су абортуси на „црном тржишту“. Подземно акушерско особље познато као повивалние бабки и селские повивалние бабки, које се обично преводе као бабице и сеоске бабице и које се обично називају једноставно бабки, буквално „старе жене“ и повитукхи (бабице) обављале су абортусе. Нису само пружаоци абортуса, бабки, били обучени здравствени професионалци – они су служили као медицинске сестре и бабице у посебно руралним областима где је била недоступна одговарајућа медицинска услуга. Број абортуса се у Москви повећао два и по пута између 1909. и 1914. године; повећана учесталост абортуса у Санкт Петербургу била је вишеструко већа на прелазу векова, 1897–1912. Статистички подаци с почетка 20. века говоре да су се строги закони ретко спроводили. На пример, бројке за казне изречене током година пре Првог светског рата укључују: 20 (1910), 28 (1911), 31 (1912) и 60 (1914).
У касном Руском царству, лекари и правници почели су да се залажу за ублажавање закона о абортусу и повећану контрацепцију. Мотивација је била да абортуси буду мање опасни. Према историчарима, покрет за легализацију абортуса и подстицање контрацепције настао је другачије него у западној Европи. Уместо на политичкој сцени (као у Француској, на пример), заговорници су долазили из медицинских области. Године 1889. Трећи конгрес Пироговљевог друштва, медицинског научног друштва чији су радови имали велики утицај у Русији, започео је дискусију о декриминализацији абортуса. Уследили су други: 1911. Четврти конгрес Друштва руских бабица, 1913. Дванаести конгрес Пироговљевог друштва, а 1914. руска група Међународног друштва криминолога иступила је за подршку декриминализацији.

## Абортус у Савезу Совјетских Социјалистичких Република

### 1920–1936
Совјетска влада је била прва влада у Европи која је легализовала абортус. У октобру 1920. бољшевици су својим „Декретом о здравственој заштити жена“ легализовали абортус унутар Руске Совјетске Федеративне Социјалистичке Републике. Након РСФСР-а закон је уведен у Украјини (5. јула 1921), а затим иу остатку Совјетског Савеза. Влада је легализацију видела као привремену неопходност, јер након економске кризе и скоро деценије немира, рата, револуције и грађанског рата, многе жене ће тражити абортус јер нису у стању да се брину о свом детету. Ограничења су била постављена на критеријуме за абортусе и до 1924. био је дозвољен само тамо где је трудноћа ризиковала живот жене или нерођеног детета. Совјетски Савез је подстицао пронаталитетну политику; међутим, совјетски званичници су тврдили да ће жене добијати абортус без обзира на легалност, а држава ће моћи да регулише и контролише абортус само ако буде легализован. Конкретно, совјетска влада се надала да ће обезбедити приступ абортусу у безбедном окружењу који ће обављати обучени лекар уместо бабки. Док је ова кампања била изузетно ефикасна у урбаним срединама (чак 75% абортуса у Москви до 1925. године обављено је у болницама), много мање је имала у руралним областима где није било приступа лекарима, превозу или обоје и где су жене ослањао на традиционалну медицину. Нарочито на селу, жене су наставиле да виђају бабки, бабице, фризере, медицинске сестре и друге ради процедуре након што је абортус легализован у Совјетском Савезу.
Совјетски Савез, под Лењином, постао је прва земља у којој је абортус био доступан, на захтев, често бесплатно. Постојала је интензивна дебата међу владиним и медицинским званичницима око његове легализације. Главни аргументи коришћени у супротности са легализацијом абортуса били су да би то штетно утицало на раст популације или на основу тога што је превише медицински штетан за жену. До средине 1920-их, болнице су биле толико закрчене процедурама абортуса да су морале бити отворене посебне клинике да би се ослободили кревети. Огромна стопа извршених абортуса такође је изазвала забринутост многих лекара и почела су да се усвајају ограничења за ограничавање абортуса након трећег месеца трудноће и како би се осигурало да се приоритет даје само женама које се сматрају превише сиромашним, самцима или које већ имају више деце. Дозвољено је само шест месеци између првог и другог абортуса. Поред тога, обновљени су напори да се бабки гони. Ово је прво почело легализацијом абортуса 1920. године и приличан број бабки је ухваћен и кажњен јер им легални абортус није давао изговор да наставе са радом. Током колективизације раних 1930-их, ово је привремено стављено у други план, али су 1934. донети нови, строжи закони о обављању илегалних абортуса, а постојао је циркулар Тужилаштва РСФСР и опширне приче о њима у главним новинама. У циркулару се од регионалних тужилаца тражи да појачају напоре у борби против недозвољеног абортуса, позивајући се на писмо које је анонимни приватни грађанин поднео Тужилаштву у коме се осуђује штета коју су бабки нанели женама у једном сеоском округу. Месец дана касније, Известииа је објавила чланак у коме се осуђује „тешко стање младих жена које су завршиле на прагу аборционисте након што нису могле да нађу посао“.

### 1936–1955
Централни извршни комитет Совјетског Савеза је 27. јуна 1936. поново прогласио абортус незаконитим, углавном због забринутости око раста становништва, као и због забринутости за медицинске опасности абортуса. Закон који је забранио абортус није само то учинио, већ је садржао неколико различитих уредби. Званични назив закона био је „Уредба о забрани абортуса, унапређењу материјалне помоћи женама у порођају, успостављању државне помоћи родитељима вишечланих породица и проширењу мреже домова за лежање, јаслица школама и вртићима, пооштравање кривичне казне за неплаћање алиментације и одређене измене у законодавству о разводу брака“. Овај закон је дозвољавао абортус само у случају опасности по здравље жене. Све ово је било део совјетске иницијативе да се подстакне раст становништва, као и да се стави јачи нагласак на важност породичне јединице за комунизам.
Закон се поклопио са државном промоцијом илмаф Циркус (премијера 25. маја 1936, одложена) на којој је приказана америчка католичка протагонисткиња како рађа дете које је зачела са својим афроамеричким љубавником, што је било забрањено због америчких антицрначких осећања. На састанку са радницима стахановског покрета, Стаљин, који је помно пратио филм као снажан извор пропаганде, рекао је: „Морамо коначно схватити да, од свих доступних вредних капитала на свету, највреднији и одлучујући капитал је народ“. Непосредно након тога Америка и Американци су нестали из совјетске кинематографије.
Овај декрет је изазвао негодовање и противљење међу урбаним женама које су тврдиле да је често било немогуће имати дете када су покушавале да напредују у каријери (пошто је совјетска држава активно промовисала образовање и запошљавање жена) и због неадекватног смештаја и залиха потребних за негу за децу. Закони против абортуса у пракси су били само маргинално применљивији него у царско време и бабки су наставили да се баве својим занатом, знајући да постоји мали ризик да буду ухваћени. Иако су постојали бројни случајеви да су се жене пријављивале у болнице након што су биле подвргнуте неуспешним абортусима, обично је било немогуће рећи да ли су имале побачај, самопобачај или онај који је извршила бабка . Неписани кодекс женске солидарности је такође био јак и жене су ретко бациле бабки на власт.
У пракси, декрети из 1936. мало су утицали на стопу абортуса, иако је примећено да је стопа смртности новорођенчади порасла између 1935. и 1940. због тога што су се жене очигледно повредиле у илегалним абортусима, што их је спречило да рађају здраву децу. Услуге Бабки абортуса остале су као што су одувек биле: несигурне, скупе и приморавају жене да лажу власти.
Закон је предвиђао накнаде женама за њихову седму и следећу децу до трећег рођендана. Године 1944. бенефиције су проширене на додатке за трећу децу до њиховог четвртог рођендана и за четврту и следећу децу до њиховог седмог рођендана. Међутим, сва ова помоћ је прекинута 1948. године, након што је највећи извор исцрпљивања становништва, Други светски рат, завршен. Упркос томе што је абортус забрањен и ове политике плодности, стопе абортуса су остале високе током овог периода. Процењује се да су илегални абортуси изазвали око 4.000 смртних случајева годишње због компликација у подземним абортусима. Жене су наставиле да врше илегалне абортусе током овог периода због политике која је подстицала удате жене да се запосле и економске политике која је фаворизовала тешку индустрију и националну одбрану у односу на становање и потрошну робу.
Током послератне ере, милиони мушкараца су били мртви и влада је била приморана да легитимише породице самохраних мајки. Нови породични закон из 1944. санкционисао је самохрано мајчинство као место репродукције пружањем финансијске подршке самохраним мајкама. Распрострањеност самохраних мајки у ово време била је реалност; до 1957. године, 3,2 милиона жена је тражило државну помоћ као самохране мајке.
Релаксација државне политике о абортусу почела је 1950-их година, што је почело проширењем листе медицинских индикација за прекид трудноће 1951. године, а 1954. године укинута је кривична одговорност за недозвољен абортус.

### после 1955.
Након Стаљинове смрти 1953. године, совјетска влада је поништила законе из 1936. и издала нови закон о абортусу. У декрету, издатом 1955. године, наводи се да су „мере које је совјетска држава спроводила у циљу подстицања мајчинства и заштите детињства, као и непрекидног раста свести и културе жена“, омогућиле промену политике. Језик уредбе је подразумевао да ће већина жена изабрати мајчинство уместо абортуса и да је спречавање абортуса и даље циљ владе, јер је и даље подстицао раст становништва.
Током касних 1950-их и 1960-их, процењује се да је Совјетски Савез имао једну од највећих стопа абортуса у свету. Стопа абортуса у овом периоду није поуздана, јер Совјетски Савез није почео да објављује статистику абортуса све до перестројке. Најбоље процене, које су засноване на анкетама медицинских стручњака за то време, говоре да је годишње обављено око 6 до 7 милиона абортуса.
Један од ретких увида које имамо у вези са абортусом током касних 1950-их је истраживање, спроведено између 1958. и 1959. године, на 26.000 жена које су тражиле абортус, 20.000 из урбаних и 6.000 из руралних подручја. Из ове анкете може се прикупити неколико чињеница о томе какве су жене тражиле абортус и који су разлози за то. Пре свега, „огромна већина“ жена је била удата, иако резултати анкете не дају тачан проценат. Друго, можемо сазнати колико су жене имале деце. Од градских жена, 10,2% је било без деце, 41,2% је имало једно дете, 32,1% двоје деце, а 16,5% троје и више деце, што чини средњи број деце 1,47. Од жена на селу, 6,2% је било без деце, 26,9% је имало једно дете, 30% је имало двоје деце, а 36,9% је имало троје и више деце, са средњим бројем деце 2,06. Од жена које траже абортус, вероватније је да ће градске жене имати мање деце или их уопште немају. Ово је можда био ефекат недостатка простора са којим се суочавају урбане жене.
Истраживање је такође испитало разлоге због којих жене траже абортус. Разлоге је поделио у четири категорије. Први је био „безусловно уклоњив”, ствари које су могле да се поправе акцијом владе, као што су материјалне потребе, недостатак простора, нико код куће или институција у коју би се дете смело. Друга категорија је била „условно уклоњена“, ствари које би се евентуално могле исправити владином акцијом, као што су одсуство мужа, породичне невоље или болест једног или оба родитеља. Трећа категорија су биле „неуклоњиве“, ствари које нису узроковане друштвеним условима, као што је беба у породици или већ много деце. Четврта категорија су били „нејасни узроци“, као што су неспремност једног или оба родитеља да имају дете и више других разлога.
Резултати за ово питање су били: од разлога које су дале градске жене, 35% је било безусловно уклоњиво, 16,5% је било условно уклоњиво, 10% је било неуклоњиво, а 37,9% је било нејасно. Од разлога које наводе жене са села, 26,3% је било безусловно уклоњиво, 18% условно, 10% неотклоњиво, а 45,2% нејасно. Најизраженије другачије је то што је више урбаних жена као разлог навело недостатак простора. Резултати истраживања су показали да су стопе абортуса биле много веће међу женама које раде, са стопом од 105,5 абортуса на хиљаду трудноћа, наспрам 41,5 промила жена које нису радиле.
Ако се узме у обзир да су стопе абортуса у овом истраживању репрезентативне, онда је у овом периоду број годишњих абортуса био већи од броја живорођених. То би такође значило да је стопа абортуса у Совјетском Савезу била највећа од свих у свету у то време. До краја Брежњевљеве ере 1982. године, совјетски наталитет се кретао на нивоу или испод нивоа замене, осим у републикама Централне Азије са муслиманском већином.

### Абортус у раним годинама Руске Федерације
Ране године Руске Федерације обележиле су опадање стопе плодности и абортуса и повећан приступ и употреба превентивне контроле рађања. Званична политика Совјетског Савеза у време његовог распада била је про-породично планирање, иако су контрацептиви генерално били недоступни јавности, остављајући већину жена са абортусом као јединим начином да се регулише величина породице. Пад стопе абортуса указује на то да је све мање трудноћа у Русији било предвиђено. Најчешћи током 1990-их били су 'миниабортуси', абортуси вакуум аспирацијом који су се обављали током првих седам недеља трудноће. Легализација миниабортуса 1988. године учинила је непотребним претходно потребан тродневни боравак у болници. Непоуздан квалитет и доступност контрацептивних опција можда су делимично успорили пад стопе абортуса у Русији током 1990-их. У Русији почетком 1990-их мање од 75% сексуално активних жена користило је превентивну контролу рађања било које врсте. Док су такви ресурси постали доступнији са падом Совјетског Савеза, до 1993. године још мање од половине Рускиња сматрало је да им има адекватан приступ. Само у првој деценији Руске Федерације, обе руске фабрике кондома и једина руска фабрика спирале затворене су на одређено време због забринутости око цена латекса и контроле квалитета. На почетку Руске Федерације, 41% сексуално активних жена у Русији ослањало се на непоуздане „традиционалне методе“ контроле рађања. Многе жене које су користиле те методе навеле су доступност абортуса као фактор у свом расуђивању. Многе жене које уопште нису користиле метод контроле рађања такође су навеле опцију абортуса као разлог што се не баве модерним или чак традиционалним стратегијама планирања породице.
Између 1990. и 2000. године број годишњих абортуса у Русији опао је за половину, али је однос абортуса и живорођене деце (2,04 у 1990. према 1,92 у 1996.) једва опао. То значи не само да је урађено мање абортуса, већ да је све мање жена затруднело. Ова укупна стопа пада фертилитета била је један од два главна структурна фактора у Русији који су промовисали абортус у односу на превентивну контролу рађања. Други фактори који смањују стопу абортуса укључују мере које је предузео председник Владимир Путин да повећа величину породице у Русији. Почетком 2000-их позвао је на федералну финансијску подршку за децу у првих 18 месеци живота као начин да подстакне жене да имају друго или треће дете. Када је то први пут предложио, руско становништво се смањивало за 700.000 људи сваке године. У првих десет година постојања Руске Федерације, становништво Русије се смањило за 3 милиона. Забринутост о паду становништва у Русији је широко распрострањена. Покушаји да се ублажи пад становништва почели су повећањем финансијске подршке за малу децу у Русији и на крају су довели до ограниченог приступа абортусу.
Други фактори опадања абортуса у Русији укључују легализацију стерилизације. Прописи о стерилизацији контрацепције били су на снази од 1930-их, али су укинути 1993. године. У првих седам година колико је пракса била легална, скоро 100.000 жена тражило је и добило стерилизацију. Ово је фактор смањења стопе нежељене трудноће у Русији. 2003. је био први пут у последњих педесет година да су закони који се односе на приступ абортусу пооштрени; сваки други закон на ту тему и у Совјетском Савезу и у Руској Федерацији био је да се женама омогући лакши приступ. 1991. године, у години пада Совјетског Савеза, у Русији је обављен рекордан број од око 3.608.000 абортуса. Овај број је стално опадао током година и до 2002. године руски лекари су обављали 1.802.000 абортуса годишње. Ово је значајан пад, али је Русија остала на другом месту по стопи абортуса по глави становника.
Док су абортуси у Русији генерално опадали, у азијском делу земље стопа је заправо расла. Иако стопе абортуса у овим азијским републикама нису биле тако високе као оне у западној Русији у време распада Совјетског Савеза, и још увек нису највише у земљи, оне су порасле. Смањење укупних стопа абортуса је углавном последица веома стрмоглавог пада броја абортуса годишње у два највећа града у Русији, Москви и Санкт Петербургу. Национална забринутост због опадања броја становника била је континуирани тренд од 1980-их и довела је до тога да нови режим усвоји политику против планирања породице. Употреба контрацептива је полако расла током 1990-их, али је ипак 1997. свака десета руска трудноћа завршила абортусом, па се могло претпоставити да је најмање једна од десет руских трудноћа била ненамерна. Законски у Русији, поступак абортуса се мора одвијати у болници и као резултат тога абортуси представљају важан извор прихода за пружаоце здравствених услуга. Како су абортуси постали нешто ређи, тешко да су постали безбеднији. До 1998. два од три абортуса су и даље имала неку врсту здравствених компликација. Међу најчешћим од ових компликација је ненамерна секундарна стерилизација, која се дешава свакој десетој Рускињи која током живота тражи абортус.

## Актуелни закон
Током 2000-их, стално опадање становништва Русије (због негативног наталитета и ниског очекиваног животног века) постало је главни извор забринутости, чак је приморало војску да смањи регрутацију због недостатка младих мушкараца. Руски парламент је 21. октобра 2011. усвојио закон којим се абортус ограничава на првих 12 недеља трудноће, са изузетком до 22 недеље ако је трудноћа последица силовања, а због медицинске потребе може се обавити у било ком тренутку током трудноће. Новим законом је такође обавезан период чекања од два до седам дана пре него што се може обавити абортус, како би се жени омогућило да "преиспита своју одлуку". Абортус се може обавити само у лиценцираним институцијама (обично у болницама или женским клиникама) и од стране лекара који имају специјализовану обуку. Лекар може одбити да изврши абортус, осим абортуса због медицинске потребе. Нови закон је строжији од претходног, јер је по старом закону абортус након 12 недеља био дозвољен из ширих социо-економских разлога, док је по садашњем закон дозвољен само ако постоје озбиљни здравствени проблеми код мајке или фетуса, или у случају силовања.
Према Кривичном законику Русије (члан 123), извршење абортуса од стране особе која нема диплому медицине и специјализовану обуку кажњава се новчаном казном до 800.000 РУБ ; новчаном казном у износу до 8 месеци примања осуђеног; радом за опште добро од 100 до 240 часова; или казном затвора од 1 до 2 године. У случајевима када је недозвољеним абортусом наступила смрт труднице, или је нанета знатна штета по њено здравље, осуђеном лицу прети казна затвора до 5 година.
Руски званичници су то објавили 9. новембра 2023 „приватне клинике“ на Криму су престале да пружају абортусе. Руски именовани министар здравља, Константин Скорупски, рекао је да му је „нуђено да допринесе побољшању демографске ситуације одустајањем од пружања абортуса.“

## Политичка дебата
Питање абортуса је поново привукло пажњу 2011. године у дебати за коју је Њујорк тајмс рекао да је „почела да звучи као дебата у Сједињеним Државама “. Парламент је усвојио и 2011. године председник Дмитриј Медведев је потписао неколико ограничења на абортус у закон како би се борио против „падања наталитета“ и „ попадања становништва “. Ограничења захтевају од пружалаца абортуса да посвете 10% трошкова оглашавања на описивање опасности абортуса по здравље жене и чине незаконитим описивање абортуса као безбедне медицинске процедуре. Медведева супруга Светлана Медведева преузела је акцију против абортуса у Русији у једнонедељној националној кампањи против абортуса под називом "Дај ми живот!" и „Дан породице, љубави и верности“ њене Фондације за друштвене и културне иницијативе у сарадњи са Руском православном црквом.

### Анкете
У 2016, број Руса који сматрају да је абортус неприхватљив ни под којим околностима био је само 4%. До 2022. године ово је порасло на 13%.

## Статистика
Упркос значајном смањењу омјера абортуса и наталитета од средине 1990-их, земље бившег Совјетског Савеза одржавају највећу стопу абортуса у свијету. У Русији је 2001. године рођено 1,31 милион деце, док је урађено 2,11 милиона абортуса. У Русији је 2005. године регистровано 1,6 милиона абортуса; 20% од њих је укључивало девојке млађе од 18 година Званична статистика наводи да је број абортуса у 2020. години износио 450.000.
Од 2021. године, стопа абортуса је била 12 абортуса годишње на 1000 жена старости од 15 до 44 године.
Статистика абортуса се у Совјетском Савезу сматрала државном тајном до краја 1980-их. Током овог периода, СССР је имао једну од највећих стопа абортуса у свету. Стопа абортуса у СССР-у је достигла врхунац 1965. године, када је обављено 5,5 милиона абортуса, што је највећи број у историји Русије. Ипак, легализација абортуса није елиминисала криминалне абортусе.

### 1920-их до 1950-их
| Године                            | Легал Абортион | Почео ван клинике | Укупан износ |
| --------------------------------- | -------------- | ----------------- | ------------ |
|                                   |                |                   |              |
| 1922. године                      | 10,060         | 10,676            | 20,763       |
| 1923. године                      | 13,996         | 14,296            | 28,293       |
| 1924. године                      | 16,771         | 16,712            | 33,483       |
|                                   |                |                   |              |
| Укупан број из временског периода | 40,827         | 41,684            | 82,539       |

| Године                            | Укупан број извршених абортуса | Од којих је почело испред клинике | Пропорција је почела ван клинике | Удео илегалних абортуса од оних који су почели ван клинике |
| --------------------------------- | ------------------------------ | --------------------------------- | -------------------------------- | ---------------------------------------------------------- |
|                                   |                                |                                   |                                  |                                                            |
| 1936. године                      | 803,058                        | 343,750                           | 43%                              |                                                            |
| 1937. године                      | 682,832                        | 327,898                           | 58%                              |                                                            |
| 1938                              | 429,695                        | 396,362                           | 92%                              |                                                            |
| 1939. године                      | 464,246                        | 424,500                           | 91%                              | 9%                                                         |
| 1940. године                      | 500,516                        | 452,557                           | 90%                              | 8,5%                                                       |
|                                   |                                |                                   |                                  |                                                            |
| Укупан број из временског периода | 2,880,347                      | 1,945,067                         | н/а                              | н/а                                                        |

### 1950-их до 1990-их
| Година                        | Абортуси у Совјетском Савезу | Абортуси у Совјетском Савезу | Абортуси у Совјетском Савезу | Абортуси у Совјетском Савезу | Абортуси у Совјетском Савезу | Абортуси у Совјетском Савезу | Абортуси у Совјетском Савезу | Абортуси у Совјетској Русији | Абортуси у Совјетској Русији | Абортуси у Совјетској Русији |
| Година                        | Сви абортуси                 | Сви абортуси                 | Сви абортуси                 | Легално извршени             | Легално извршени             | Легално извршени             | Спонтани или криминални      | Абортуси у Совјетској Русији | Абортуси у Совјетској Русији | Абортуси у Совјетској Русији |
| Година                        | Укупно                       | Од министарства здравља      | Од министарства саобраћаја   | Све методе (Укупно легално)  | Киретажа                     | Аспирација ('мини')          | Спонтани или криминални      | Абортуси у Совјетској Русији | Абортуси у Совјетској Русији | Абортуси у Совјетској Русији |
| Година                        | Укупно                       | Од министарства здравља      | Од министарства саобраћаја   | Све методе (Укупно легално)  | Киретажа                     | Аспирација ('мини')          | Спонтани или криминални      | Укупно                       | Легално извршено             | Нелегално                    |
| ----------------------------- | ---------------------------- | ---------------------------- | ---------------------------- | ---------------------------- | ---------------------------- | ---------------------------- | ---------------------------- | ---------------------------- | ---------------------------- | ---------------------------- |
|                               |                              |                              |                              |                              |                              |                              |                              |                              |                              |                              |
| 1954                          | 1.985.302                    | 1,895,964                    | 89,339                       | 399.046                      | 399,046                      | -                            | 1.586.257                    | -                            | -                            | -                            |
| 1955                          | 2.598.761                    | 2,481,816                    | 116,944                      | 600.314                      | 600,314                      | -                            | 1.998.447                    | -                            | -                            | -                            |
| 1956                          | 4.724.547                    | 4,511,942                    | 212,605                      | 3.316.632                    | 3,316,632                    | -                            | 1.407.915                    | -                            | -                            | -                            |
| 1957                          | 5.338.738                    | 5,108,970                    | 229,768                      | 3.996.159                    | 3,996,159                    | -                            | 1.342.579                    | 3.407.398                    | 2,565,037                    | 842,361                      |
| 1958                          | 6.128.871                    | 5,892,260                    | 236,611                      | 4.844.567                    | 4,844,567                    | -                            | 1.284.304                    | 3.939.362                    | 3,119,980                    | 819,382                      |
| 1959                          | 6.398.541                    | 6,211,160                    | 187,381                      | 5.102.306                    | 5,102,306                    | -                            | 1.296.235                    | 4.174.111                    | 3,353,178                    | 820,933                      |
| 1960                          | 7.038.395                    | 6,504,677                    | 533,718                      | 5.642.210                    | 5,642,210                    | -                            | 1.396.185                    | 4.373.042                    | 3,634,966                    | 738,076                      |
| 1961                          | 7.425.507                    | 7,073,785                    | 351,722                      | 6.006.038                    | 6,006,038                    | -                            | 1.419.469                    | 4.759.040                    | 3,877,654                    | 881,386                      |
| 1962                          | 7.774.506                    | 7,344,506                    | 430,000                      | 6.414.217                    | 6,414,217                    | -                            | 1.360.289                    | 4.925.124                    | 4,077,580                    | 847,544                      |
| 1963                          | 8.023.290                    | 7,662,242                    | 361,048                      | 6.667.354                    | 6,667,354                    | -                            | 1.355.936                    | 5.134.100                    | 4,267,600                    | 866,500                      |
| 1964                          | 8.408.408                    | 8,030,030                    | 378,378                      | 7.021.021                    | 7,021,021                    | -                            | 1.387.387                    | 5.376.200                    | 4,486,400                    | 889,800                      |
| 1965                          | 8.551.351                    | 8,166,540                    | 384,811                      | 7.191.686                    | 7,191,686                    | -                            | 1.359.665                    | 5.463.300                    | 4,576,500                    | 886,800                      |
| 1966                          | 8.337.567                    | 7,962,377                    | 375,191                      | 7.020.232                    | 7,020,232                    | -                            | 1.317.336                    | 5.322.500                    | 4,475,200                    | 847,300                      |
| 1967                          | 7.846.354                    | 7,493,268                    | 353,086                      | 6.624.990                    | 6,624,990                    | -                            | 1.222.364                    | 5.005.000                    | 4,223,600                    | 781,400                      |
| 1968                          | 7.654.441                    | 7,301,396                    | 344,045                      | 6.471.055                    | 6,471,055                    | -                            | 1.174.386                    | 4.872.900                    | 4,126,800                    | 746,100                      |
| 1969                          | 7.460.316                    | 7,124,602                    | 335,714                      | 6.330.413                    | 6,330,413                    | -                            | 1.129.903                    | 4.751.100                    | 4,036,700                    | 713,400                      |
| 1970                          | 7.531.270                    | 7,192,363                    | 338,907                      | 6.406.594                    | 6,406,594                    | -                            | 1.124.676                    | 4.792.500                    | 4,086,700                    | 705,800                      |
| 1971                          | 7.610.001                    | 7,267,551                    | 342,450                      | 6.489.481                    | 6,489,481                    | -                            | 1.120.520                    | 4.838.749                    | 4,139,949                    | 698,800                      |
| 1972                          | 7.497.264                    | 7,159,887                    | 337,377                      | 6.408.802                    | 6,408,802                    | -                            | 1.088.462                    | 4.765.589                    | 4,090,589                    | 675,000                      |
| 1973                          | 7.514.765                    | 7,176,601                    | 338,164                      | 6.439.040                    | 6,439,040                    | -                            | 1.075.725                    | 4.747.037                    | 4,087,637                    | 659,400                      |
| 1974                          | 7.449.129                    | 7,113,918                    | 335,211                      | 6.397.731                    | 6,397,731                    | -                            | 1.051.398                    | 4.674.050                    | 4,037,350                    | 636,700                      |
| 1975                          | 7.471.572                    | 7,135,351                    | 336,221                      | 6.431.773                    | 6,431,773                    | -                            | 1.039.798                    | 4.669.940                    | 4,046,040                    | 623,900                      |
| 1976                          | 7.636.191                    | 7,292,562                    | 343,629                      | 6.588.364                    | 6,588,364                    | -                            | 1.047.827                    | 4.757.055                    | 4,133,755                    | 623,300                      |
| 1977                          | 7.579.105                    | 7,238,045                    | 341,060                      | 6.553.674                    | 6,553,674                    | -                            | 1.025.430                    | 4.686.063                    | 4,083,863                    | 602,200                      |
| 1978                          | 7.497.397                    | 7,160,014                    | 337,383                      | 6.497.226                    | 6,497,226                    | -                            | 1.000.171                    | 4.656.057                    | 4,069,257                    | 586,800                      |
| 1979                          | 7.339.566                    | 7,009,286                    | 330,380                      | 6.374.161                    | 6,374,161                    | -                            | 965.406                      | 4.540.440                    | 3,979,240                    | 561,200                      |
| 1980                          | 7.333.073                    | 7,003,085                    | 329,988                      | 6.382.028                    | 6,382,028                    | -                            | 951.045                      | 4.506.249                    | 3,960,049                    | 546,200                      |
| 1981                          | 7.155.594                    | 6,833,592                    | 322,002                      | 6.240.562                    | 6,240,562                    | -                            | 915.032                      | 4.400.676                    | 3,877,576                    | 523,100                      |
| 1982                          | 7.250.355                    | 6,924,089                    | 326,266                      | 6.336.188                    | 6,336,188                    | -                            | 914.167                      | 4.462.825                    | 3,942,525                    | 520,300                      |
| 1983                          | 7.085.370                    | 6,766,528                    | 318,842                      | 6.204.515                    | 6,204,515                    | -                            | 880.855                      | 4.317.129                    | 3,823,529                    | 493,600                      |
| 1984                          | 7.115.825                    | 6,795,613                    | 320,212                      | 6.243.572                    | 6,243,572                    | -                            | 872.253                      | 4.361.959                    | 3,872,859                    | 489,100                      |
| 1985                          | 7.365.852                    | 7,034,389                    | 331,463                      | 6.475.595                    | 6,475,595                    | -                            | 890.258                      | 4.552.443                    | 4,051,843                    | 500,600                      |
| 1986                          | 7.116.000                    | 6,790,141                    | 325,859                      | 6.267.984                    | 6,267,984                    | -                            | 848.016                      | 4.362.110                    | 3,891,677                    | 470,433                      |
| 1987                          | 6.818.000                    | 6,496,499                    | 321,501                      | 6.009.655                    | 6,009,655                    | -                            | 808.345                      | 4.166.196                    | 3,721,930                    | 444,266                      |
| 1988                          | 7.229.000                    | 6,965,221                    | 263,779                      | 6.469.096                    | 5,271,096                    | 1,198,000                    | 759.904                      | 4.483.856                    | 4,065,709                    | 418,147                      |
| 1989                          | 6.974.431                    | 6,672,041                    | 302,390                      | 6.286.035                    | 4,828,267                    | 1,457,768                    | 688.396                      | 4.242.028                    | 3,876,220                    | 365,808                      |
| 1990                          | 6.459.000                    | 6,226,821                    | 232,179                      | 5.836.823                    | 4,150,448                    | 1,686,375                    | 622.177                      | 3.920.287                    | 3,593,291                    | 326,996                      |
| 1991                          | -                            | 6,014,000                    | -                            | -                            | -                            | -                            | -                            | 3.608.412                    | 3,164,701                    | 361,203                      |
| 1992                          | -                            | 5,442,900                    | -                            | -                            | -                            | -                            | -                            | 3.265.718                    | 2,910,460                    | 329,545                      |
|                               |                              |                              |                              |                              |                              |                              |                              |                              |                              |                              |
| Total number from time period | 258,723,655 - (1954 - 1990)  | 258,476,032 (1954–92)        | 11,695,624 - (1954–90)       | 216,987,139 - (1954–90)      | 212,644,996 (1954 - 1990)    | 4,342,143 (1988–90)          | 41.728.518 (1954–90)         | 163.280.545 - (1957 - 1992)  | 140,327,944 (1957–92)        | 22,843,380 (1957–92)         |

- Визуелизација статистике абортуса у Русији и СССР-у
- Рођења + абортуси у Русији
- Рођења + абортуси у СССР-у
- Живорођени и абортуси у СССР-у
- Живорођени и абортуси у Русији
- Проценат прекинутих почетака у Русији
- Проценат прекинутих зачећа у СССР-у

### Недавна статистика
Од 1990-их, абортус у Русији је у наглом паду. Абортус се преполовио у периоду између 1990. и 2000. године, са приближно 4 на 2 милиона абортуса. Број абортуса на 1000 жена старости од 15 до 49 година се повећао са 114 на 55 између 1990. и 2000. То је 2010. године појачано када је укупан број живорођених по први пут у 21. веку премашио укупан број абортуса у Русији. У 2013. години обављено је милион абортуса, односно 28 абортуса на 1000 жена старости 15–49 година. Године 2021. тај број је достигао приближно 400 хиљада, смањивши се за фактор 10 од 1990. године, а стопа на 1000 жена старости 15–49 година пала је на 12.

### Мотиви за абортус
Од 2006. до 2011. жене су биле подељене на следеће разлоге за абортус; 11% је то чинило из здравствених разлога, 10% је желело да одложи рођење другог детета и повећа интервал између порођаја, 24% није желело друго дете, 33% није имало новца да има још једно дете (или се суочило са другим социо-економским проблемом), а 17% није желело друго дете због приговора партнера.